# Самотёлки
Самотёлки — деревня в Торжокском районе Тверской области. Входит в состав Сукромленского сельского поселения.

## История
На карте Мёнде Тверской губернии деревня Самотёлки Сукромленской волости Новоторжского уезда имеет 10 дворов.
По состоянию на 12 июля 1929 года существовал Самотёлкинский сельсовет Новоторжского района.
В 1989 году деревня Самотёлки относилась к Сукромленскому сельсовету Торжокского района.
До 2005 года входила в Сукромленский сельский округ.
В деревне был магазин, устроенный в деревянном здании.

## Население
| 2010 |
| ---- |
| 0    |